# Rabenau (Adelsgeschlecht)

Wappen derer von Rabenau

Rabenau ist der Name eines Familiengeschlechtes des meißnischen Uradels, das vermutlich auf Dienstmannen der Markgrafen von Meißen zurückgeht. Ihr Stammhaus hat die Familie in Rabenau bei Dresden.
Die Familie ist nicht verwandt mit dem hessischen Adelsgeschlecht Nordeck zur Rabenau und auch nicht mit dem in Leun begüterten solmsischen Adelsgeschlecht von Rabenau (dessen Stammsitz Rabenau bzw. Rabenscheid war, eine Wüstung zwischen Braunfels und Tiefenbach).

## Geschichte
Das Geschlecht erscheint erstmals urkundlich mit Burchardus de Rabinowe im Jahr 1235 als Lehnsmann der Burggrafen von Dohna auf der Burg Rabenau. Ihren Stammsitz und die Region um die Rote Weißeritz verließ die Familie bereits im 13. Jahrhundert, noch bevor es im Rahmen der Dohnaischen Fehde zu einem Konflikt ihrer Lehensherren mit den Markgrafen von Meißen kam. Die direkte Stammreihe beginnt um 1311 mit Apetzko von Rabenau, Gutsherr auf Braunau bei Guhrau in (Niederschlesien).
Von 1657 bis 1721 befand sich das Rittergut Strahwalde im Besitz der Familie. Andere Besitzungen, wie Woitsdorf in Schlesien, blieben nur eine Generation in Familienhand. Für die Begüterung Pechern bestand ein Familienfideikommiss.

### Immatrikulation

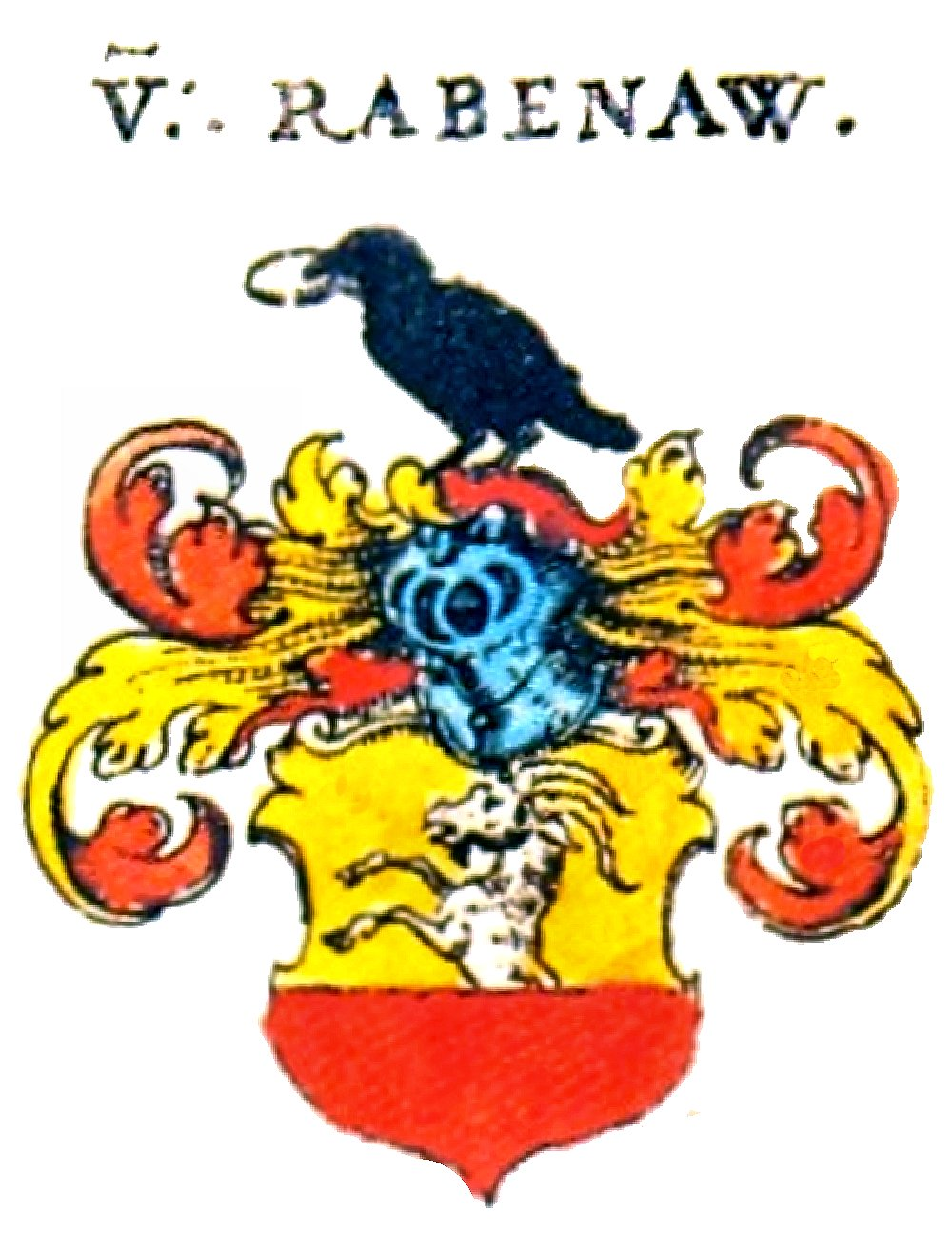
Wappen in Siebmachers Wappenbuch (1605)

- Eintragung in das königlich sächsische Adelsbuch am 28. September 1908 unter Nr. 297 für Fritz von Rabenau als Generalbevollmächtigter der Lebensversicherungsgesellschaft „Atlas“ in Dresden.

## Wappen
Das geteilte Wappen ist oben golden mit einem wachsenden schwarzen (bzw. naturfarbenen) Steinbock, unten ledig und rot. Auf dem Helm wird zu rot-goldenen Decken ein schwarzer Rabe mit einem goldenen Ring im Schnabel geführt.

## Namensträger
I. Linie, 1. Ast, Haus Weissig
- Georg Friedrich von Rabenau († 1723), Herr auf Weissig und Thiemendorff, Hauptmann
  - Georg Friedrich von Rabenau (1707–1793), Steuerkontrolleur zu Schlawe
    - Christian Friedrich von Rabenau (1743–1801), kgl. preuß. Oberst

I. Linie, 2. Ast, 1. Zweig, jüngeres Haus
- Karl Friedrich Hieronymus von Rabenau (1798–1864), Justizrat
  - Karl Christian Friedrich Otto von Rabenau (1845–1908), Preuß. u. Hess. Eisenbahndirektionspräsident in Mainz
  - Friedrich Ludwig Eberhard von Rabenau (1847–1885), Dr. med., Frauenarzt
    - Karl Wilhelm Friedrich von Rabenau (1876–1952), Marine- u. Kolonialoffizier, Teilnehmer a. d. Niederschlagung des Boxeraufstandes in China u. d. Herero- und Nama-Aufstandes in Deutsch-Südwestafrika
    - Friedrich von Rabenau (1884–1945), General der Wehrmacht, Theologe, Mitglied des Widerstandes gegen das nationalsozialistische Regime und Opfer des Nationalsozialismus, Rechtsritter des Johanniterordens

I. Linie, 2. Ast, 2. Zweig, Haus Alt-Gassen
Abraham Philipp von Rabenau (1739–1791), Herr u. a. auf Gassen, Kosegar und Petschke; Rittmeister
- Friedrich Sigismund Filipp von Rabenau (1771–1821), Herr auf Wildenau, sächsischer Kammerherr
  - Eduard von Rabenau (1796–1881), Dompropst von Naumburg und preuß. Politiker, Mitglied des Königlich Preußischen St. Johanniter-Ordens und Rechtsritter des Johanniterordens

II. Linie, 1. Ast, Haus Pechern
Karl Gottlob August von Rabenau (1765–1846), Major a. D.
- Karl Friedrich August von Rabenau (1791–1875), Gutsbesitzer im Kreises Rothenburg, kgl. preuß. Landrat des Kreises Rothenburg/Neiße
  - Karl Robert Adolf von Rabenau (1817–1875), Jurist und Stadtverordneten-Vorsteher in Görlitz
    - Hugo von Rabenau (1845–1921), Direktor des Museums für Naturkunde Görlitz
      - Kurt Karl Friedrich August von Rabenau (1862–1938), Oberst, Genealoge und Familienchronist

    - Max Rüdiger von Rabenau (* 1851), Oberstleutnant a. D.
      - Kurt Günther Ferdinand von Rabenau (* 1883)
        - Karl-Heinz von Rabenau (* 1913), Diplom-Psychologe
          - Dithard von Rabenau (* 1943), Karikaturist

    - Paul Friedrich von Rabenau (1853–1890), Staatsanwalt zu Oppeln
      - Eitel-Friedrich von Rabenau (1884–1959), Pfarrer in Jaffa/Palästina (1912–1917) und Berlin, Mitglied der Vorläufigen Kirchenleitung der Bekennenden Kirche, Mitglied der Sydower Bruderschaft
        - Konrad von Rabenau (1924–2016), Theologe, Kirchenhistoriker und Inkunabelforscher
          - Siegfried von Rabenau (* 1953), Politiker (SPD)

      - Hellmuth von Rabenau (1885–1970), Fregattenkapitän und Leiter der Chiemsee-Yachtschule im Deutschen Hochseeverband Hansa
      - Reinhard Paul von Rabenau (1888–1937), Fregattenkapitän
        - Georg Paul von Rabenau (1916–1991), Kommandant des U-Bootes U 528, Fregattenkapitän der Bundesmarine, 1972 bis 1987 Regierender Kommendator der Hamburgischen Kommende des Johanniterordens[3]

Weitere Namensträger
- Alexander von Rabenau (1845–1923), Heimatforscher in Vetschau

- Wittigo von Rabenau (* 1959), dt. Personalmanager, seit 2007 Regierender Kommendator der Genossenschaft Rheinland-Pfalz-Saar des Johanniterordens, Träger des Bundesverdienstkreuzes[4][5]

### Briefadel von Rabenau
- Preußische Adelslegitimation durch Allerhöchste Kabinettsorder vom 8. Februar 1779 mit Diplom vom 14. August 1779 in Berlin unter Beilegung des väterlichen Namens und Wappens für den königlich preußischen Steuerkontrolleur George Friedrich,[6] natürlicher Sohn des königlich preußischen Hauptmanns Georg Friedrich von Rabenau, Gutsherr auf Thiemendorf (Landkreis Crossen), und der Sofie Gottliebe, geb. von Haberkorn. Bekanntester Vertreter von George Friedrich war der Sohn aus erster Ehe (mit Eleonore, geb. zu Heyden († 1752)) des Vorgenannten, Christian Friedrich von Rabenau (1743–1801), kgl. preuß. Oberst und Kommandeur[7] des Eliteregiements der Garde du Corps, Träger des Ordens Pour le mérite.
- Es gab einen weiteren briefadeligen Familienzweig, der auf den kurfstl. sächs. Rittmeister Abraham Philipp von Rabenau (1739–1791) auf Gut Gassen und seiner Ehefrau Maria Dorothea Waechter zurückgeht, aber nach jetzigem Forschungsstand (noch) keinen direkten genealogischen Kontext mit der Uradelsfamilie aufzeigt. Die Angehörigen trugen aber ein ähnliches Wappen.[8]
- Die Adelslegitimation zu Preußen war am 2. Dezember 1912 in Donaueschingen, ausgestellt für die Brüder Julius Robert Max Rabenau (1860–1915), zuletzt Oberstleutnant, und den Major der Landwehr a. D. sowie Postdirektor in Zossen, Fritz Robert Oskar Hans Rabenau (1862–1922). Sie waren Söhne der Johanne Julie Klara Selchow (1830–1905) und des Friedrich Gustav Robert Rabenau (1812–1863).[9]

### Österreich
- Karl Raab von Rabenau (1849–1903), österreichischer Journalist